# Agustí Centelles
Agustí Centelles i Ossó, né le 22 mai 1909 à Valence et mort le 1er décembre 1985, à Barcelone est un photographe espagnol.
Étant considéré comme l'un des pionniers du photojournalisme en Europe, certains critiques le surnomment « le Robert Capa espagnol ».

## Biographie
Agusti Centelles commence à travailler à onze ans. Dès treize ans, il se passionne pour la photographie et commence à travailler comme apprenti le jour et au service photo d’un journal le soir.
Au début des années 1930, il réalise des photoreportages avec son appareil Leica,, ; c’est un des premiers photoreporters à choisir ce matériel.
Il couvre, du côté républicain, la guerre civile espagnole, avec sensibilité, et publie ses travaux dans les journaux La Publicitat, L'Opinió, La Rambla, La Humanitat et La Vanguardia. Il réalise ses clichés les plus célèbres pendant cette guerre, dont celui représentant des républicains combattant derrière une barricade de chevaux morts (19 juillet 1936) et la seule photographie de George Orwell dans les rangs du POUM. Il est ensuite sur le front d’Aragon avec les Brigades internationales allemandes, à Lérida bombardée, à la chute de Teruel (décembre 1937),.
Lors de la défaite des Républicains, il se réfugie en France avec une valise contenant des milliers de clichés, qu’il confie à un couple de paysans français,. Interné au camp d’Argelès et de Bram. Il s’en évade, travaille quelque temps comme photographe à Carcassonne et retourne en Espagne en 1944, où il reprend une activité de photographe industriel,.
En 1975, à la mort de Franco, il retourne en France et y récupère la valise contenant des milliers de photos de la guerre, qu’il avait confié à la famille Degeilh, photographe de Carcassonne chez qui il avait monté un atelier clandestin pendant la Résistance.
Centelles fut lauréat en 1984 du Prix national d'arts plastiques, la plus grande récompense officielle pour un photographe espagnol (avant la création du prix national de la photographie).
Il lègue son œuvre comme patrimoine de l’humanité et du peuple espagnol.

## Collections, expositions
- Exposition Agusti Centelles, camp de Bram, 1939, du 7 novembre au 15 décembre 2009, Bram (Aude)[6].
- Exposition au Centro Conde Duque, Madrid, d’octobre 2007 à janvier 2008[1]
- Exposition au Jeu de Paume (Paris) Journal d'une guerre et d'un exil, Espagne-France, 1936-1939, du 9 juin au 13 septembre 2009[7]
- Exposition à la base sous-marine de Bordeaux du 15 mai au 10 juillet 2011